# Coucouron
Coucouron je francouzská obec v departementu Ardèche v regionu Auvergne-Rhône-Alpes. V roce 2010 zde žilo 841 obyvatel. Je centrem kantonu Coucouron.